# Bill Watts
William F. Watts Jr., noto con il ring name "Cowboy" Bill Watts, detto Bill (Oklahoma City, 5 maggio 1939), è un ex wrestler, imprenditore, produttore televisivo e booker di wrestling statunitense.
Celebre soprattutto negli Stati del Sud degli Stati Uniti, contribuì alla nascita della Universal Wrestling Federation.
Nel 1992, era il vicepresidente esecutivo della World Championship Wrestling ma a seguito di contrasti con la dirigenza circa sue presunte dichiarazioni di stampo razzista, diede le dimissioni. Fu rimpiazzato da Ole Anderson al quale poi succedette Eric Bischoff.

## Biografia

### Carriera da wrestler

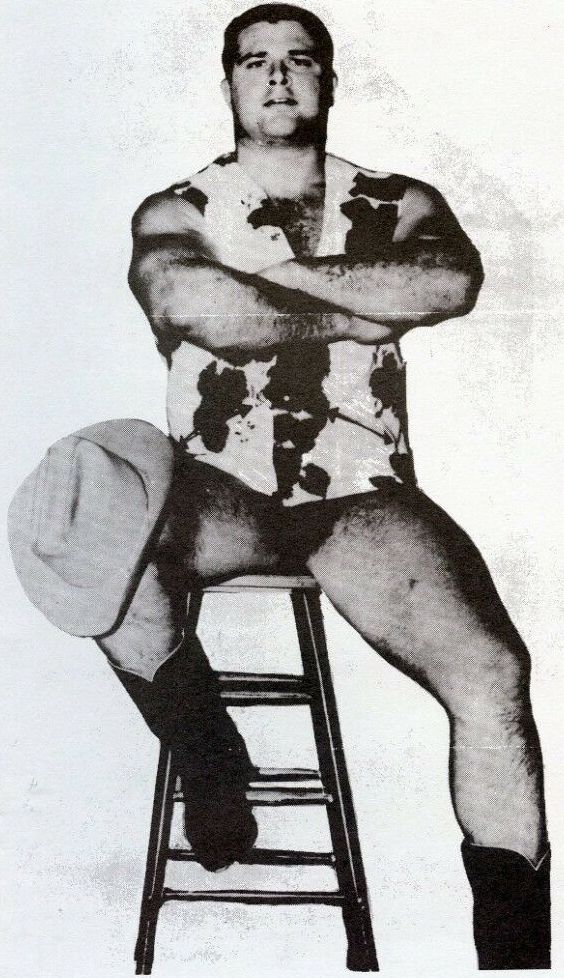
Bill Watts nel 1968

Come lottatore professionista, ebbe un celebre feud con il WWWF Champion Bruno Sammartino, senza riuscire però mai a strappargli la cintura. Negli anni sessanta, lottò in svariati territori, nelle zone di San Francisco, Chicago, St. Louis, e persino in Giappone, dove militava nella All Japan Pro Wrestling. Durante questo periodo, Watts lottò ad alti livelli sia nella National Wrestling Alliance che nella American Wrestling Association.

### Carriera da booker e promoter

#### Universal Wrestling Federation
Principalmente Bill Watts è forse più famoso come promotore e booker che come wrestler. La sua federazione era la Mid-South Wrestling, dove fu un pioniere nell'ideazione di angle e storyline atte a coinvolgere il pubblico, e lanciò talenti quali "Dr. Death" Steve Williams, Junkyard Dog, Ted DiBiase e Jim Duggan. Fermamente convinto della regola dell'infrangibilità delle kayfabe, i wrestler che lottavano nelle federazioni di Watts erano distintamente divisi in "buoni" e "cattivi", e si cambiavano in due spogliatoi differenti in modo che il pubblico avesse la percezione che heel e face si odiassero davvero. Celebre era anche la sua attitudine di cambiare i suoi piani per smentire le fughe di notizie sulla stampa, come quando un giornale annunciò che Jake "The Snake" Roberts avrebbe lasciato la compagnia perdendo il suo ultimo match, e allora Watts cambiò il "copione" e fece invece vincere Roberts (che comunque lasciò ugualmente la federazione). Nel 1986, trasformò la Mid-South Wrestling nella Universal Wrestling Federation con l'intenzione di espandersi a livello nazionale.
Quasi sull'orlo del fallimento, nel 1987 Watts vendette l'UWF alla Jim Crockett Promotions, che acquisì tutte le star della compagnia, tra i quali c'era anche un giovane Sting.

#### World Championship Wrestling
Nel 1992 Watts divenne Executive Vice President della World Championship Wrestling (succedendo a Kip Frey). In WCW prese delle decisioni molto impopolari, come la messa al bando delle mosse aeree dalla terza corda e la restaurazione di una netta divisione tra face e heel. Secondo quanto affermato nella sua biografia Controversy Creates Ca$h, Eric Bischoff (all'epoca dipendente di Watts) pensava che Watts fosse un prepotente prevaricatore e che fosse solo interessato a riportare indietro la WCW agli anni settanta, con show in piccole arene ed eventi in remote cittadine di campagna. Inoltre, Watts introdusse nella federazione suo figlio, Erik Watts, ritenuto da molti non ancora pronto per lavorare ad alti livelli.
Come promoter, puntava molto su e spingeva lottatori afroamericani come Junkyard Dog, "Big Cat" Ernie Ladd, e Ron Simmons (che fece diventare il primo campione mondiale di colore della WCW), in modo da poter allargare il bacino d'utenza del wrestling.
Le circostanze della fuoriuscita di Watts dalla WCW nel 1993 sono controverse. Prima del 1992, egli aveva rilasciato un'intervista nella quale commentò il caso di Lester Maddox, un ristoratore (e futuro Governatore della Georgia) che aveva preferito vendere il suo locale piuttosto che essere obbligato a servire anche gente di colore all'interno dello stesso. Watts lodò Maddox per aver tenuto fede a ciò che credeva e per la sua coerenza intellettuale. Fece poi anche molte altre dichiarazioni controverse su argomenti quali il razzismo e gli orientamenti sessuali. Quando venne assunto dalla WCW, Watts diede le sue motivazioni circa le dichiarazioni rilasciate e l'incidente sembrò chiuso. Tuttavia, un anno dopo, il giornalista sportivo Mark Madden portò l'intervista incriminata all'attenzione di Hank Aaron, altro membro della dirigenza dell'organizzazione di Ted Turner, che pretese la dimissioni di Watts. Anche se Madden rivendicò di essere stato lui a far licenziare Watts, egli disse di aver abbandonato la carica di vicepresidente di sua propria volontà sentendosi amareggiato dalla "pugnalata alle spalle" ricevuta. Watts fu sostituito da Ole Anderson.

#### World Wrestling Federation/Entertainment
Bill passò quindi alla World Wrestling Federation in qualità di booker, anche se il suo periodo nella compagnia fu di breve durata (circa tre mesi). Il 4 aprile 2009, Watts venne introdotto nella WWE Hall of Fame.

### Autobiografia
Nel marzo 2006, Watts ha pubblicato la sua autobiografia intitolata The Cowboy and the Cross: The Bill Watts Story: Rebellion, Wrestling and Redemption per la casa editrice ECW Press. Nel libro vengono raccontate la sua carriera come wrestler e poi come promoter unitamente a fatti della sua vita privata, e al dettagliato resoconto della sua conversione come "cristiano rinato".

## Vita privata
Watts ha cinque figli: William III, Joel, Erik, Micah e una femmina di nome Ene.

## Personaggio

### Mossa finale
- Oklahoma Stampede

## Titoli e riconoscimenti
- American Wrestling Alliance

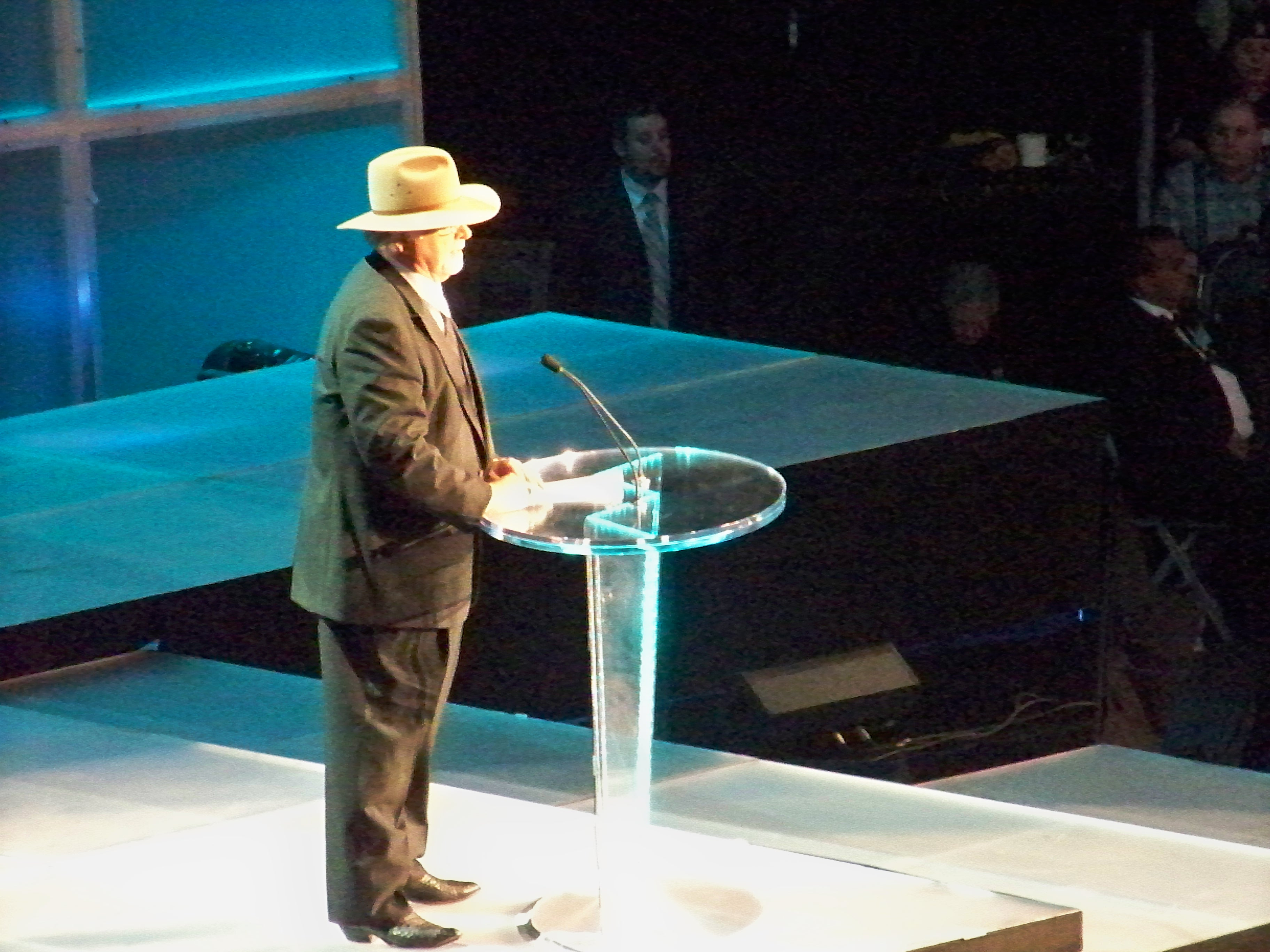
Watts viene ammesso nella WWE Hall of Fame (2009).

  - AWA United States Heavyweight Championship (1)
- Cauliflower Alley Club
  - Other honoree (2001)
- Championship Wrestling from Florida
  - NWA Florida Heavyweight Championship (2)
  - NWA Southern Heavyweight Championship (Florida version) (1)
- George Tragos/Lou Thesz Professional Wrestling Hall of Fame
  - Class of 2013[6]
- Gulf Coast Championship Wrestling
  - NWA Gulf Coast Heavyweight Championship (1)
- Japan Wrestling Association
  - NWA International Tag Team Championship (1) - con Tarzan Tyler
- Mid-South Sports
  - NWA Georgia Heavyweight Championship (1)
- NWA Tri-State / Mid-South Wrestling Association
  - Mid-South North American Heavyweight Championship (1)
  - Mid-South Tag Team Championship (1) - con Buck Robley
  - NWA Louisiana Tag Team Championship (1) - con Buck Robley
  - NWA North American Heavyweight Championship (Tri-State version) (7)
  - NWA Tri-State Brass Knuckles Championship (2)
  - NWA Tri-State Tag Team Championship (5) - con Jerry Kozak (1), Billy Red Lyons (1), Greg Valentine (1), Billy Robinson (1) & Buck Robley (1)
- Professional Wrestling Hall of Fame
  - Classe del 2013[7]
- Southwest Sports, Inc.
  - NWA Texas Heavyweight Championship (1)
- World Wide Wrestling Federation / World Wrestling Entertainment
  - WWWF United States Tag Team Championship (1) - con Gorilla Monsoon
  - WWE Hall of Fame (Classe del 2009)
- Wrestling Observer Newsletter
  - Wrestling Observer Newsletter Hall of Fame (Classe del 1996)